# Brande-Hörnerkirchen
Pour les articles homonymes, voir Brande.
Brande-Hörnerkirchen est une commune allemande du Schleswig-Holstein, située dans l'arrondissement de Pinneberg (Kreis Pinneberg), à huit kilomètres au nord-ouest de la ville de Barmstedt. Brande-Hörnerkirchen fait partie de l'Amt Hörnerkirchen qui regroupe quatre communes en tout.